# Czarnostawiańskie Siodełko
Czarnostawiańskie Siodełko (1849 m) – siodełko na północno-wschodniej grzędzie Mięguszowieckiego Szczytu Czarnego w polskich Tatrach Wysokich. Znajduje się w dolnej jej części w lewej (patrząc od dołu) gałęzi tej grzędy. Przygotowane jest na nim lądowisko dla helikopterów TOPR-u.
Autorem nazwy Czarnostawiańskiego Siodełka jest Władysław Cywiński. Przez siodełko to prowadzi taternicka droga wspinaczkowa Trawers z Wyżniego Kotła Czarnostawiańskiego do Kotła Kazalnicy przez Czarnostawiańskie Siodełko; II w skali tatrzańskiej, czas przejścia 15 min + zjazd na linie 15 m.

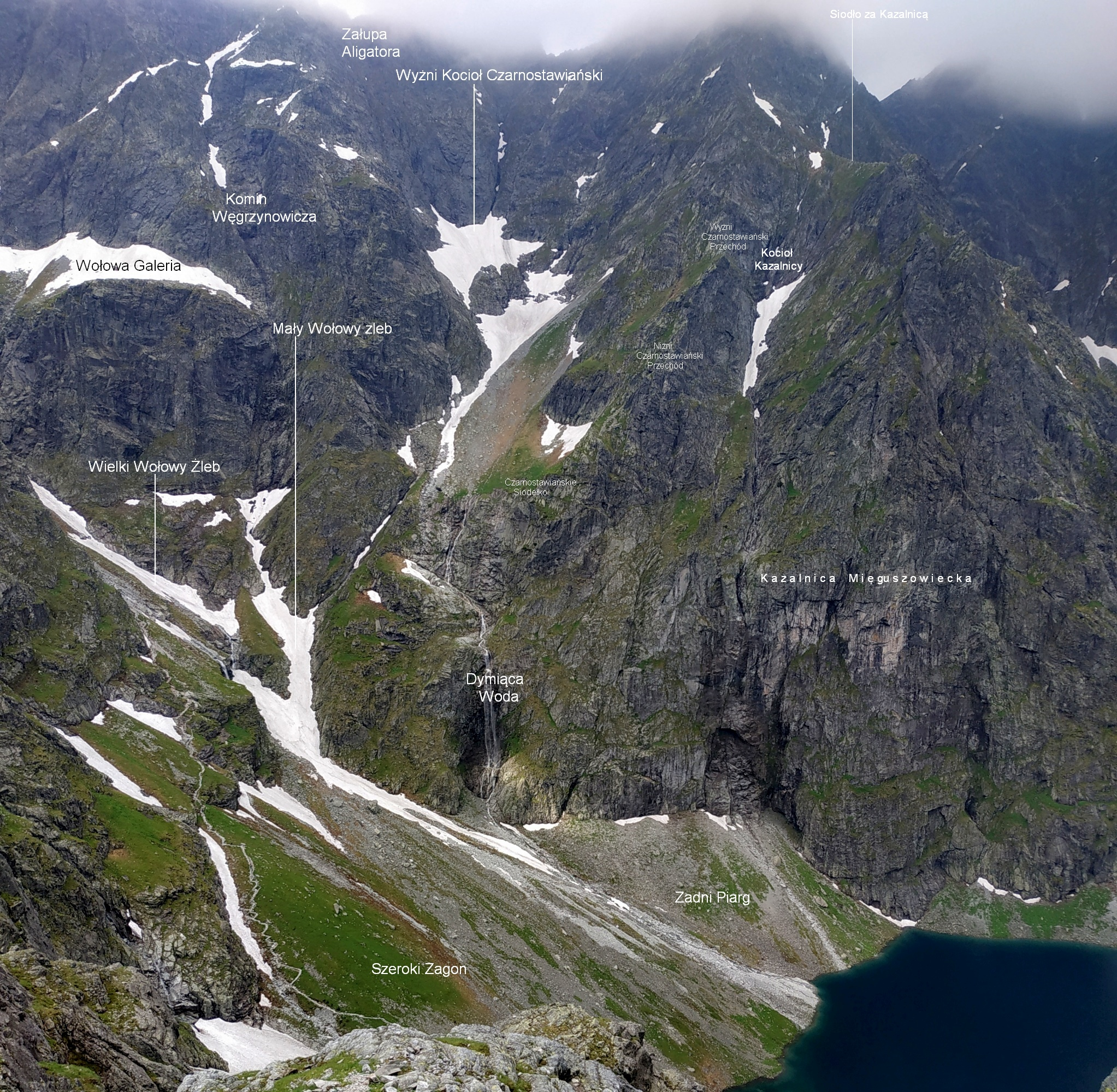